# Otto Nicolai
Carl Otto Ehrenfried Nicolai vagy röviden Otto Nicolai (Königsberg, 1810. június 9. – Berlin, 1849. május 11.) német zeneszerző, orgonaművész, karmester. A Bécsi Filharmonikus Zenekar alapítója, egyben A windsori víg nők című operájával a romantikus vígopera műfajának megteremtője volt.

## Élete
A kelet-poroszországi Königsbergben (ma Kalinyingrád, Oroszország) született kispolgári családban. Szülei elváltak, s a kis Carl Otto zenész apjával, Carl Ernst Daniel Nicolaijal maradt, akitől ugyan megtanulta a muzsika szeretetét, de lobbanékony és zsarnoki természete miatt 1826 februárjában, tizenöt évesen elszökött az atyai házból. Hamar pártfogóra talált, aki felfedezte a kamaszban a zenei tehetséget, és 1827-ben Berlinbe küldte, hogy Friedrich Zelter zeneintézetében képezze magát. Nicolai megtanult orgonán játszani, Bernhard Klein pedig zeneszerzésre oktatta. Nicolai érdeklődése ekkor még főként az egyházi zenére irányult. Húszéves korára az orgonálás mellett énekesként (basszus) és zenetanítóként is pénzkeresetre tett szert, s szabadidejében több dalt és kórusművet, sőt, egy szimfóniát és egy te deumot is komponált.
1833-ban maga az uralkodó, III. Frigyes Vilmos király is felfigyelt orgonajátékára, s Nicolai felkérést kapott, hogy legyen a Porosz Királyság római nagykövetségének orgonistája. Az itáliai nagyvárosban is népszerűségre tett szert az úri szalonok kedvelt előadóművészeként és polgári leányok zenetanáraként, emellett barátságot kötött a szintén Rómában tartózkodó dán szobrásszal, Bertel Thorvaldsennel is. Mindeközben módja nyílt közelről tanulmányoznia a klasszikus itáliai zenei irányzatok polifóniáját, de a kortárs áramlatok sem hagyták érintetlenül ekkor még inkább konzervatív zenei ízlésvilágát. 1836-ban feladta orgonistaállását, és operaszerzői ambíciókat dédelgetve megírta első nagyszínpadi művét Rosmonda d’Inghilterra / Angliai Rosamunda címen, de a színházvezetők nem mutattak hajlandóságot a darab bemutatására.
Nicolai 1837-ben felkérést kapott a bécsi Kärntnertortheater zenei színház igazgatói állására. Karnagyként, művészi értelemben sikereket ért el, de a munkájával járó pénzügyi kihívásoknak nem tudott megfelelni, így még az év vége előtt el kellett hagynia a színházat. Visszatért Itáliába, s ezúttal 1839-ben Triesztben sikerült színpadra állítania első operáját (ezúttal az időközben már sikerre vitt, azonos című Donizetti-darab miatt Enrico II / II. Henrik címen), amelyet a nagyközönség kitörő lelkesedéssel fogadott. 1840-ben Torinóban bemutatták hasonlóan sikeres, Walter Scott Ivanhoe története által ihletett, Il templario / A templomos lovag című második operáját. 1840 decemberében Genovában előadták Gildippe e Odoardo / Gildippe és Odoardo című művét, s a sikertől megittasult Nicolai hamar megírta soron következő művét, Il proscritto / A számkivetett címen. Úgy vélte, ezzel az operájával megkoronázza életművét, és a sikerben olyan biztos volt, hogy a szoprán hangfekvésre írt főszerepet egyenesen menyasszonyának, Erminia Frezzolininak szánta. Az 1841. március 13-án a milánói Scalában bemutatott darab megalázó bukást hozott a zeneszerző és az énekesnő számára is, Nicolai jegyességét felbontotta, ő maga pedig a szégyen elől Bécsbe menekült.
A császárvárosban nem várt felkérést kapott: ő lett I. Ferdinánd császár udvari karnagya (Hofkapellmeister). 1842-től főként Beethoven és Mozart darabjaiból filharmonikus hangversenysorozatokat rendezett, amelyekkel megteremtette a később Bécsi Filharmonikusok néven híressé lett zenekar szervezeti alapjait. Egy ízben még a „svéd csalogányt”, Jenny Lindet is sikerült leszerződtetnie. Két korábbi operáját – köztük az Itáliában megbukott Il proscritto / A számkivetett címűt – átírta, és sikerrel mutatta be a bécsi színpadokon (Die Heimkehr des Verbannten / A száműzöttek hazatérése, 1844; Der Tempelritter / A templomos lovag, 1845).
1847-ben otthagyta a bécsi udvart, és IV. Frigyes Vilmos porosz király felkérésére az udvari és székesegyházi kórus (Hof- und Domchores) karmestere lett. Ekkor már élete fő művén, a Die lustigen Weiber von Windsor / A windsori víg nők című operáján dolgozott, amelyet végül nagy sikerrel, 1849 márciusában mutattak be Berlinben.
Nicolai az önmaga által diktált munkatempóban azonban végzetesen kimerült, s alig két hónap elteltével, 1849. május 11-én, majdnem harminckilenc évesen, szívinfarktusban meghalt. Ugyanaznap választották a berlini Művészeti Akadémia (Akademie der Künste) tagjává, de Nicolai már ezt az örömteli hírt sem érhette meg.

## Életműve
Nicolai rövid élete során több dalt, egyházzenei kórusművet, zsoltárt, motettát, kantátát, kamara- és zongoradarabot, nyitányt és szimfóniát komponált, de munkásságának legjelentősebb darabjai lent felsorolt operái. Életművének legmaradandóbb darabját, a  Die lustigen Weiber von Windsor / A windsori víg nők című vígoperát még Bécsben kezdte el komponálni Shakespeare nyomán, s halála évében, Berlinben fejezte be. A háromfelvonásos színpadi mű librettóját Salomon Hermann Mosenthal írta. Berlinben 1849. március 9-én, két hónappal a szerző halála előtt mutatták be a művet, de a nemzetközi sikerre csak jóval ezután került sor: New Yorkban 1863-ban, Londonban 1864-ben állították színpadra. A darab végül a romantikus vígopera műfajának előfutára lett.

### Főbb művei
Operák
- Enrico II / II. Henrik (eredetileg Rosmonda d’Inghilterra / Angliai Rosamunda), melodráma, 1836 (bemutató: Trieszt, 1839. november 26.)
- Il templario / A templomos lovag, melodráma, 1840 (Torino, 1840. február 11.)
Későbbi bemutatók: Der Tempelritter / A templomos lovag, Bécs, 1845. december 20.; Die Sarazenerin / A szaracénok, Berlin, 1940
- Gildippe e Odoardo / Gildippe és Odoardo, melodráma, 1840 (Genova, 1840. december 26.)
- Il proscritto / A számkivetett, melodráma, 1841 (Milánó, 1841. március 13.)
Későbbi bemutatók: Die Heimkehr des Verbannten / A száműzöttek hazatérése, Bécs, 1844. február 3.; Mariana, Berlin, 1943
- Die lustigen Weiber von Windsor / A windsori víg nők, vígopera, 1849 (Berlin, 1849. március 9.)

Egyházi kórusművek
- Te Deum, 1832
- Pater noster, op. 33, 1836
- In assumptione Beatae Mariae Virginis, op. 38, 1846
- Salve Regina, op. 39, 1846

Kórusművek, dalok
- Preussens Stimme / Poroszország hangja, op. 4, 1830
- 6 Lieder / Hat dal, op. 6, 1830
- Verschiedene Empfindungen an einem Platz, op. 9, 1830
- 3 Königslieder, op. 10, 1830
- 4 Gesänge / Négy ének, op. 17, 1832